# Kocheril Raman Narayanan
Kocheril Raman Narayanan (ook bekend als K.R. Narayanan) (Travancore, 27 oktober 1920 - New Delhi, 9 november 2005) was de tiende president van India sinds de vestiging van de republiek India in januari 1950.
Narayanan was in zijn jonge jaren leraar en journalist. Hij studeerde aan de prestigieuze London School of Economics. Tijdens het premierschap van Jawaharlal Nehru, werd hij ambassadeur. Hij vertegenwoordigde zijn land in Japan, Thailand, Turkije, China en de Verenigde Staten. Op 21 augustus 1992 werd hij vicepresident. In 1997 werd Narayanan verkozen tot president.

Rajendra Prasad · Sarvepalli Radhakrishnan · Zakir Hussain · Varahagiri Venkata Giri (interim) · Muhammad Hidayat Ullah (interim) · Varahagiri Venkata Giri · Fakhruddin Ali Ahmed · Basappa Danappa Jatti (interim) · Neelam Sanjiva Reddy · Zail Singh · Ramaswamy Venkataraman · Shankar Dayal Sharma · Kocheril Raman Narayanan · Abdul Kalam · Pratibha Patil · Pranab Mukherjee · Ram Nath Kovind · Draupadi Murmu
- Bibsys: 90890435
- Gemeinsame Normdatei: 121221423
- International Standard Name Identifier: 0000 0000 1590 0002
- Library of Congress Control Number: n82026356
- Nationale Bibliotheek van Polen: a0000003262194
- Nederlandse Thesaurus van Auteursnamen: 242882404
- SNAC: w6wf7c9m
- Système universitaire de documentation: 092597440
- Virtual International Authority File: 22991841
- WorldCat: E39PBJmDh6yB7MVCytkDb4QrMP